# Baṛe miyā̃ choṭe miyā̃ (film 2024)
Baṛe miyā̃ choṭe miyā̃ è un film del 2024 diretto da Ali Abbas Zafar, con protagonisti Aksay Kumar e Tiger Shroff. È un remake dell'omonimo film del 1998.

## Trama
Un terrorista mascherato ruba un'arma segreta dell'esercito indiano, con la quale annuncia al governo di voler distruggere l'India. A Shanghai in cerca di una traccia, Misha, un'agente segreta del R&AW, si scontra con un altro uomo mascherato, che guarisce miracolosamente dalle sue ferite mortali. Fatto rapporto al suo superiore, il colonnello Azad, questo le ordina di far segretamente squadra con due dei suoi uomini migliori, i soldati Firoz ("Freddy") e Rakesh ("Rocky"), congedati con disonore sette anni prima a seguito di un incidente, gli unici in grado di far fronte a questa minaccia.
Misha conosce l'esuberante Rocky, diventato malvolentieri un vigile del fuoco, e il più anziano ed equilibrato Freddy, ma solo il primo accetta di aiutarla, mentre l'altro è ancora amareggiato per il trattamento riservatogli dall'esercito dopo anni d'onorato servizio. A Londra, Misha e la specialista di IT Pam istruiscono Rocky nella loro missione: infiltrarsi nel caveau sotterraneo dov'è custodita l'arma rubata attraverso la metropolitana cittadina. Il gruppo ha la meglio sulle guardie, ma è quasi sopraffatto dalle capacità rigenerative dell'uomo mascherato, venendo salvato solo dal tempestivo arrivo di Freddy. Scoprono che l'arma nel caveau è in realtà una donna, Priya, soldatessa indiana nonché ex ragazza di Freddy, a cui son stati crittografati nel cervello i codici di un sistema di difesa avanzato, il Karan Kavach. Rocky si dispiace nel scoprire che Freddy non si era ricreduto in nome della loro amicizia, ma aveva sempre lavorato sotto copertura per il colonnello Azad. Quest'ultimo nel frattempo è stato rapito dal capo degli uomini mascherati, il cui vero obiettivo si rivelano essere proprio i due commilitoni. I suoi tirapiedi mascherati rapiscono Priya e, dopo un lungo inseguimento, catturano Freddy e Rocky.
L'uomo si toglie la maschera, rivelandosi una loro vecchia conoscenza, Kabir, mentre gli altri due uomini mascherati altro non sono che cloni perfetti di Freddy e Rocky. Sette anni prima Kabir sviluppava tecnologie belliche per l'esercito indiano, ma si era visto rifiutare dall'alto comando, tra cui Azad, un programma di clonazione in grado creare soldati perfetti, auto-rigeneranti e privi di volontà individuale, per ragioni etiche. Furioso, aveva cercato comunque di portare avanti il progetto immaginando di venderlo ai nemici dell'India, ma era stato scoperto dall'amica Priya: a Freddy e Rocky era stato ordinato di distruggere il laboratorio di Kabir e prenderlo vivo, ma avevano finito per giustiziarlo, disgustati dalla sua amoralità. Per ciò erano stati processati dalla corte marziale, congedati con disonore e Freddy aveva rotto il fidanzamento con Priya. A insaputa di tutti, però, Kabir era sopravvissuto, essendosi sostituito all'ultimo momento col suo primo esperimento riuscito di clonazione: ancora in possesso di un campione del DNA di Freddy e Rocky, aveva continuato le ricerche, meditando vendetta contro di loro e contro l'India.
Kabir uccide Azad di fronte a Freddy e Rocky, rivelandogli di avere clonato anche lui, e porta via con sé Priya, lasciandoli di fronte a morte certa, ma i due riescono a sfuggire e a riunirsi con Misha e Pam. Insieme, si infiltrano nell'ex laboratorio di Kabir, dove quest'ultimo progetta di accedere grazie al clone di Azad ai codici nel cervello di Priya, usarli per spegnere il Karan Kavach e lanciare quindi un attacco missilistico verso Pakistan e Cina, causando così una reazione a catena che porterà a una guerra impossibile da vincere per l'India. In una corsa contro il tempo, Freddy e Rocky combattono ognuno il clone dell'altro e riescono infine ad avere la meglio facendoli finire in un'esplosione che li sovraccarica e gli impedisce di rigenerarsi. Kabir riesce a lanciare i missili primi di essere affrontato da Freddy e Rocky, che vendicano Azad impalandolo su una lancia, scoprendo però che aveva cambiato i codici d'accesso dopo il lancio. All'ultimo secondo, Priya si ricorda il nome del primo clone di Kabir e Pam riesce a usarlo per riattivare il Karan Kavach appena in tempo per fermare l'attacco e scongiurare la guerra. Il gruppo festeggia e abbandona il laboratorio distrutto, ignari che Kabir è sopravvissuto, avendo sviluppato anche lui delle capacità rigenerative.

## Produzione
Il film ha avuto un budget complessivo pari a 3,5 miliardi di rupie, compresi i costi legati alla promozione.
Le riprese sono cominciate nel gennaio 2023 con una prima tranche nei teatri di posa della Yash Raj Films a Mumbai, conclusa il mese successivo. Esse si sono poi spostate nel Regno Unito, tenendosi a Londra, Luton e Paisley, dove è stata ricreata una sezione della Città Vecchia di Shanghai. Aksay Kumar si è infortunato al ginocchio girando una scena di inseguimento in moto. La tranche britannica delle riprese si è conclusa nell'aprile 2023. La terza e ultima tranche è cominciata il mese stesso ad Abu Dhabi, con alcune riprese del numero musicale Baṛe miyā̃ choṭe miyā̃ all'hotel Emirates Palace Mandarin Oriental. Le scene di combattimento finali sono state girate anch'esse negli Emirati Arabi Uniti, nei pressi dell'oasi di Liwa. Le riprese si sono concluse infine nel maggio 2023.
Le riprese per i numeri musicali del film si sono tenute nel gennaio 2024 in Giordania, durando 12 giorni: le porzioni rimaste di Baṛe miyā̃ choṭe miyā̃ sono state girate in un anfiteatro romano a Jerash; i numeri musicali di Mast malaṅg jhūm e Raṅg iśq kā sulle coste del Mar morto; e quello di Wallah habibi nel Wadi Rum.

## Colonna sonora
La colonna sonora strumentale del film è stata composta da Julius Packiam e le canzoni da Vishal Mishra. L'album, composto da quattro tracce, è stato pubblicato da Zee Music il 28 marzo 2024 in formato digitale, preceduto da tre singoli: il primo, il tema principale Baṛe miyā̃ choṭe miyā̃, è stato pubblicato in rete il 19 febbraio; il secondo, Mast malaṅg jhūm, è stato pubblicato il 28 febbraio; il terzo e ultimo, Wallah habibi, è stato pubblicato il 13 marzo. È stata pubblicata, fuori traccia, anche una cover in arabo di Wallah habibi.

### Tracce
Testi di Irshad Kamil, musiche di Vishal Mishra; edizioni musicali Zee Music Company.
1. Anirudh Ravichander e Vishal Mishra – Baṛe miyā̃ choṭe miyā̃ (Title Track) – 2:39
2. Vishal Mishra, Arijit Singh e Nikhita Gandhi – Mast malaṅg jhūm – 3:20
3. Vishal Dadlani, Vishal Mishra e Dipakshi Kalita – Wallah habibi – 2:41
4. Vishal Mishra – Raṅg iśq kā – 3:19

Durata totale: 11:59

## Distribuzione
Il film è stato distribuito nelle sale cinematografiche indiane a partire dall'11 aprile 2024, anche in 3D e IMAX, in concomitanza con la ʿĪd al-fiṭr. Oltre all'originale hindī, è stato distribuito nelle versione doppiate in tamil, telugu, malayalam e kannada. In precedenza, la data di uscita era fissata per il 22 dicembre 2023.

## Accoglienza

### Incassi
Il film ha incassato 637,7 milioni di rupie in India e 250,4 milioni di rupie nel resto del mondo, per un totale di 888,1 milioni di rupie.